# Pro Bowl 2007
Match précédent Match suivant
Le AFC-NFC Pro Bowl 2007 est le Match des étoiles de football américain de la National Football League pour la saison 2006. Il se joue au Aloha Stadium d'Honolulu le 10 février 2007 entre les meilleurs joueurs des deux conférences de la NFL, la National Football Conference et l'American Football Conference. La rencontre est remportée sur le score de 31 à 28 par l'équipe représentant l'American Football Conference.

## Équipe de l'AFC
C'est Bill Belichick, entraîneur principal des Patriots de la Nouvelle-Angleterre qui dirigera l'équipe de l'AFC.

### Attaque
| Position         | Titulaires                                                                                              | Réserves                                                                   |
| ---------------- | --- | -------------------------------------------------------------------------- |
| Quarterback      | 18 Peyton Manning, Colts                                                                                | 9 Carson Palmer, Bengals 17 Philip Rivers, Chargers 10 Vince Young, Titans |
| Running back     | 21 LaDainian Tomlinson, Chargers                                                                        | 27 Larry Johnson, Chiefs 39 Willie Parker, Steelers                        |
| Fullback         | 41 Lorenzo Neal, Chargers                                                                               |                                                                            |
| Wide receiver    | 80 Andre Johnson, Texans 85 Chad Johnson, Bengals                                                       | 88 Marvin Harrison, Colts 87 Reggie Wayne, Colts                           |
| Tight end        | 85 Antonio Gates, Chargers                                                                              | 88 Tony Gonzalez, Chiefs                                                   |
| Offensive tackle | 71 Willie Anderson, Bengals 75 Jonathan Ogden, Ravens 78 Tarik Glenn, Colts 73 Marcus McNeill, Chargers | 72 Matt Light, Patriots                                                    |
| Offensive guard  | 66 Alan Faneca, Steelers 68 Will Shields, Chiefs                                                        | 54 Brian Waters, Chiefs                                                    |
| Center           | 63 Jeff Saturday, Colts                                                                                 | 61 Nick Hardwick, Chargers                                                 |

### Défense
| Position           | Titulaires                                                                          | Réserves                                   |
| ------------------ | ----------------------------------------------------------------------------------- | ------------------------------------------ |
| Defensive end      | 99 Jason Taylor, Dolphins 94 Aaron Schobel, Bills                                   | 56 Derrick Burgess, Raiders                |
| Defensive tackle   | 93 Richard Seymour, Patriots 76 Jamal Williams, Chargers 98 Casey Hampton, Steelers | 98 John Henderson, Jaguarss                |
| Outside linebacker | 96 Adalius Thomas, Ravens 56 Shawne Merriman, Chargers                              | 55 Terrell Suggs, Ravens                   |
| Inside linebacker  | 56 Al Wilson, Broncos 54 Zach Thomas, Dolphins                                      | 52 Ray Lewis, Ravens 57 Bart Scott, Ravens |
| Cornerback         | 24 Champ Bailey, Broncos 27 Rashean Mathis, Jaguars                                 | 21 Chris McAlister, Ravens                 |
| Free safety        | 20 Ed Reed, Ravens                                                                  | 47 John Lynch, Broncos                     |
| Strong safety      | 43 Troy Polamalu, Steelers                                                          |                                            |

### Équipes spéciales
| Position       | Titulaires                 | Réserves |
| -------------- | -------------------------- | -------- |
| Punter         | 8 Brian Moorman, Bills     |          |
| Placekicker    | 10 Nate Kaeding, Chargers  |          |
| Kick returner  | 22 Justin Miller, Jets     |          |
| Special teamer | 81 Kassim Osgood, Chargers |          |
| Long snapper   | 50 David Binn, Chargers    |          |

## Equipe de la NFC
C'est Sean Payton, entraîneur principal des Saints de La Nouvelle-Orléans qui dirigera l'équipe de l'NFC.

### Attaque
| Position         | Titulaires                                                                  | Réserves                                           |
| ---------------- | --------------------------------------------------------------------------- | -------------------------------------------------- |
| Quarterback      | 9 Drew Brees, Saints                                                        | 10 Marc Bulger, Rams 9 Tony Romo, Cowboys          |
| Running back     | 21 Frank Gore, 49ers                                                        | 21 Tiki Barber, Giants 39 Steven Jackson, Rams     |
| Fullback         | 38 Mack Strong, Seahawks                                                    |                                                    |
| Wide receiver    | 81 Torry Holt, Rams 89 Steve Smith, Panthers 80 Donald Driver, Packers      | 81 Anquan Boldin, Cardinals 11 Roy Williams, Lions |
| Tight end        | 83 Alge Crumpler, Falcons                                                   | 80 Jeremy Shockey, Giants 82 Jason Witten, Cowboys |
| Offensive tackle | 71 Walter Jones, Seahawks 70 Jammal Brown, Saints 76 Flozell Adams, Cowboys | 60 Chris Samuels, Redskins                         |
| Offensive guard  | 76 Steve Hutchinson, Vikings 73 Shawn Andrews, Eagles 73 Larry Allen, 49ers | 74 Ruben Brown, Bears                              |
| Center           | 57 Olin Kreutz, Bears 78 Matt Birk, Vikings                                 | 65 Andre Gurode, Cowboys                           |

### Défense
| Position           | Titulaires                                                                    | Réserves                                       |
| ------------------ | ----------------------------------------------------------------------------- | ---------------------------------------------- |
| Defensive end      | 90 Julius Peppers, Panthers 91 William Smith, Saints                          | 74 Aaron Kampman, Packers                      |
| Defensive tackle   | 91 Tommie Harris, Bears 93 Kevin Williams, Vikings 77 Kris Jenkins, Panthers  | 94 Pat Williams, Vikings                       |
| Outside linebacker | 55 Lance Briggs, Bears 94 DeMarcus Ware, Cowboys 59 Julian Peterson, Seahawks | 55 Derrick Brooks, Buccaneers                  |
| Inside linebacker  | 54 Brian Urlacher, Bears 51 Lofa Tatupu, Seahawks                             | 58 Antonio Pierce, Giants                      |
| Cornerback         | 20 Ronde Barber, Buccaneers 21 DeAngelo Hall, Falcons                         | 26 Lito Sheppard, Eagles 27 Walt Harris, 49ers |
| Free safety        | 20 Brian Dawkins, Eagles 31 Roy Williams, Cowboys                             | 21 Sean Taylor, Redskins                       |
| Strong safety      | 24 Adrian Wilson, Cardinals                                                   |                                                |

### Équipes spéciales
| Position       | Titulaires                   | Réserves |
| -------------- | ---------------------------- | -------- |
| Punter         | 1 Mat McBriar, Cowboys       |          |
| Placekicker    | 9 Robbie Gould, Bears        |          |
| Kick returner  | 23 Devin Hester, Bears       |          |
| Special teamer | 94 Brendon Ayanbadejo, Bears |          |
| Long snapper   | 83 Dave Moore, Buccaneers    |          |

Notes :
a Remplacé en sélection à la suite d'une blessure ou désistement
b Joueur blessé; sélectionné mais n'a pas joué
c Titulaire remplacé; sélectionné comme réserve

## Sélections par équipe
| Équipe AFC                         | Sélections | Équipe NFC                    | Sélections |
| ---------------------------------- | ---------- | ----------------------------- | ---------- |
| Chargers de San Diego              | 11         | Bears de Chicago              | 8          |
| Ravens de Baltimore                | 7          | Cowboys de Dallas             | 7          |
| Colts d'Indianapolis               | 5          | Vikings du Minnesota          | 4          |
| Chiefs de Kansas City              | 4          | Seahawks de Seattle           | 4          |
| Steelers de Pittsburgh             | 4          | 49ers de San Francisco        | 3          |
| Bengals de Cincinnati              | 3          | Panthers de la Caroline       | 3          |
| Broncos de Denver                  | 3          | Saints de La Nouvelle-Orléans | 3          |
| Bills de Buffalo                   | 2          | Eagles de Philadelphie        | 3          |
| Jaguars de Jacksonville            | 2          | Rams de Saint-Louis           | 3          |
| Dolphins de Miami                  | 2          | Giants de New York            | 3          |
| Patriots de la Nouvelle-Angleterre | 2          | Buccaneers de Tampa Bay       | 3          |
| Titans du Tennessee                | 1          | Cardinals de l'Arizona        | 2          |
| Texans de Houston                  | 1          | Falcons d'Atlanta             | 2          |
| Jets de New York                   | 1          | Packers de Green Bay          | 2          |
| Raiders d'Oakland                  | 1          | Redskins de Washington        | 2          |
| Browns de Cleveland                | 0          | Lions de Détroit              | 1          |